# Кольчуга (станція радіотехнічної розвідки)

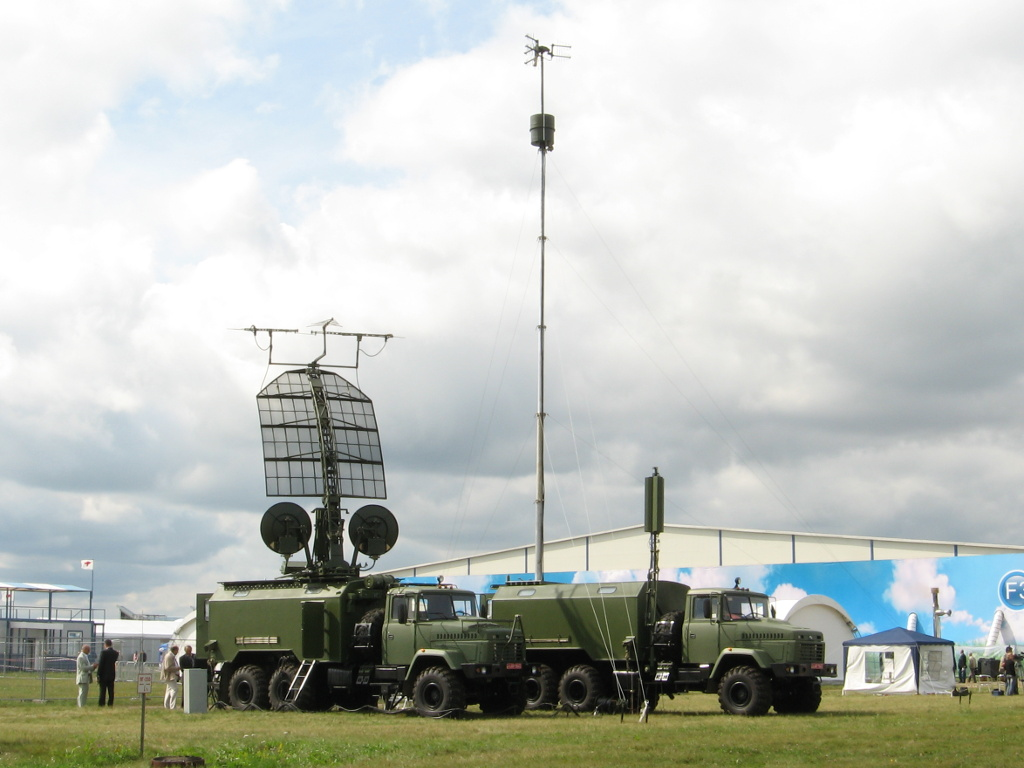
«Кольчуга» на шасі КрАЗ-6322 на МАКС-2009

«Кольчуга» — українська автоматизована станція радіотехнічної розвідки. За способом дії — пасивний радар. Завдяки відсутності активних випромінювань, «Кольчуга» не може бути виявлена засобами радіоелектронної розвідки.
Станцію виробляв донецький завод «Топаз», але з початком російсько-української війни у 2014 році виробництво було перенесене до НВК «Іскра» (Запоріжжя).

## Історія
Вперше широкому загалу «Кольчуга-М» була представлена в 2000 році на виставці «Sofex-2000» в Йорданії.
2001 року «Кольчуга» брала участь у Всесвітній виставці озброєнь в Абу-Дабі. 2001 року «Кольчуга» надійшла до Збройних Сил України.
2004 року виріб «Кольчуга» відзначено Державною премією України в галузі науки і техніки. Колектив підприємства отримав чотири міжнародні нагороди за розробку «Кольчуги». Конструкцію станції пасивної радіотехнічної розвідки (СПРР) «Кольчуги-М» захищено 8 патентами та 12 технологічними ноу-хау. Найбільш важливе місце серед них посідає технологія мікроелектроніки, на основі якої виготовляється 96 збірок станції.
2014 року підприємство-виробник «Кольчуг» — донецький «Топаз», опинився на окупованій російськими силами території. За словами заступника генерального директора «Укроборонпрому» з виробництва Юрія Пащенка, попри те, що завод «Топаз», опинився на території, захопленій російськими терористами, технологію виробництва «Кольчуг» вдалося зберегти. Співробітники донецького «Топазу», які покинули місто Донецьк з початком російської агресії, заснували компанію НПК СКБ «Таргет» та продовжили працювати над «Кольчугою».
Станом на 2016 рік, було заплановано відновити виробництво модернізованої системи «Кольчуга», з поліпшеними характеристиками. 2020 року в особливому коментарі для каналу Defense Express, один зі співробітників підприємства НПК СКБ «Таргет», розповів про «Кольчугу RDF-360» яка являє собою нову версію «Кольчуга-М».
За словами директора Науково-виробничого комплексу СКБ «Таргет» Віталія Яковлева, цикл виробництва нової автоматизованої станції радіотехнічної розвідки «Кольчуги» складає від 9 до 12 місяців. Також підприємство очікує до кінця 2021 року отримати замовлення від Міністерства оборони України.
На початку лютого 2022 року, одним із українських науково-виробничих комплексів, було розпочато модернізацію СПРР «Кольчуга».

## Спосіб дії
На відміну від активних радарів, станція «Кольчуга» не випромінює електромагнітні імпульси, щоби згодом прийняти відбитий від цілі сигнал. Натомість «Кольчуга» виявляє ціль за випромінюванням бортових радіо- та електротехнічних приладів, встановлених на цілі.
Оскільки одна станція здатна виявити лише напрямок на ціль, для повного визначення поводження цілі (відстань, висота, напрямок, швидкість) потрібне одночасне використання не менше трьох таких станцій.

## Технічні характеристики
Радіус дії: 600 км у глибину території, 150 км по фронту. Для повітряних цілей на висоті до 10 км радіус дії в глибину території становить до 800 км.
Чутливість радіотракту складає від 110 до 155 дБ/Вт у смузі панорамного огляду. Це забезпечують п'ять антенних систем, розрахованих на різну довжину хвилі. Кольчуга-М, відстежує імпульсне та безперервне випромінювання на частотах 135—170, 230—470 та 750-18000 МГц.

## Різновиди
- Кольчуга-М;
- Кольчуга RDF-360.

## Інцидент 2002 року
У квітні 2002 року колишній майор держохорони Микола Мельниченко дав свідчення Великому журі Сан-Франциско, розповівши, що в його записах є розмова дворічної давнини, де президент Кучма і керівник Укрспецекспорту Малєв (згодом загинув в автокатастрофі) нібито докладно обговорюють «спецоперацію» щодо можливого продажу до Іраку, в обхід міжнародних санкцій, чотирьох станцій «Кольчуга». Скандал завдав потужного удару не тільки персонально по Леоніду Кучмі, але й по міжнародному іміджу України. Матеріально — продаж станцій «Кольчуга» Іраку підтверджено так і не було.

## Оператори
- Азербайджан:
- Україна
- Грузія[8]
- Туркменістан[8]
- Китай[8]
- Ефіопія[8]
- Ізраїль:
У березні 2018 року станція радіотехнічної розвідки «Кольчуга-М» була продана «Укрспецекспорт» ізраїльській фірмі «Airsom Ltd.»[10]

### Азербайджан
У 2012 році було підписано угоду на постачання станцій «Кольчуга». Скільки саме комплексів отримав Азербайджан наразі не відомо, адже у 2014-у році, коли контракт ще не був завершений, бойовики російсько-терористичних військ захопили підприємство «Топаз», виробник станцій «Кольчуга» та комплексів РЕБ типу «Мандат».
В серпні 2020 року стало відомо, що Україна провела ремонт та модернізувала «Кольчуги» для міністерства оборони Азербайджану.

### Україна
В лютому 2022 року заступник директора ТОВ "Науково-виробничий комплекс «СКБ „Таргет“» Віталій Яковлев повідомив, що компанія отримала від Міноборони контракт на ремонт і модернізацію станції радіотехнічної розвідки «Кольчуга». За його словами, йдеться про те, щоб суттєво підвищити характеристики станції пасивної радіоелектронної розвідки.